# جوایز تونی

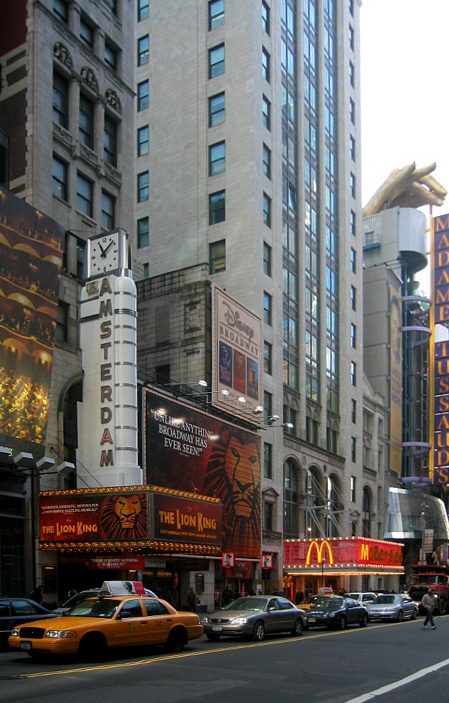
تئاتر نیو آمستردام در نیویورک

جایزهٔ آنتوانت پری برای درخشش در هنر نمایش، یا با نام شناخته‌شده‌تر آن جایزهٔ تونی (Tony Award)، به بازشناسی دستاوردهای تئاتر زندهٔ آمریکایی می‌پردازد. این جایزه‌ها طبق مراسمی سالانه در نیویورک از سوی انجمن تئاتر آمریکا (سازمان بال تئاتر آمریکا) و انجمن صنفی لیگ برادوی اعطا می‌شود. این جوایز به نقش‌های ایفا شده و تولیدات نمایشی برادوی داده شده و جایزه‌ای نیز برای تئاتر منطقه‌ای در نظر گرفته می‌شود. تعدادی جایزهٔ غیررقابتی نیز بسته به نظر شخصی گردانندگان اعطا می‌شود که شامل جایزه ویژه تونی، نشان تجلیل تونی برای درخشش در تئاتر و جایزه ایزابل استیونسون است. «انجمن تئاتر آمریکا» در سال ۱۹۴۷ میلادی جایزه تونی را در بزرگداشت آنتوانت پری، بازیگر و صحنه‌گردان نامی، تأسیس کرد. پری که در سال ۱۹۴۶ میلادی در ۵۸ سالگی درگذشت، با نام هنری «تونی» معروفیت داشت. قواعد جایزه‌های تونی پیشاپیش در سندی به نام "قواعد و مقررات جایزه‌های تونیِ انجمن تئاتر آمریکا" منتشر می‌شود که تنها برای یک فصل معتبر است. جوایز تونی بالاترین افتخار و معتبرترین جایزه در تئاتر ایالات متحده آمریکا به‌شمار می‌آید. این جایزه در حرفهٔ نمایش آمریکا مترادف است با جوایز اسکار در سینما، گرمی در موسیقی و امی در تلویزیون. در تئاتر بریتانیا، جایزهٔ لارنس اولیویه همپای تونی در ایالات متحده به حساب می‌آید.

## طبقه‌بندی جایزه‌ها
- بهترین نمایش
- بهترین موزیکال
- بهترین کتاب موزیکال
- بهترین موسیقی اوریژینال
- بهترین نمایش اقتباسی
- بهترین موسیقی اقتباسی
- بهترین اجرای نقش اول مرد در نمایش
- بهترین اجرای نقش اول زن در نمایش
- بهترین اجرای نقش اول مرد در موزیکال
- بهترین اجرای نقش اول زن در موزیکال
- بهترین اجرای نقش دوم مرد در نمایش
- بهترین اجرای نقش دوم زن در نمایش
- بهترین اجرای نقش دوم مرد در موزیکال
- بهترین اجرای نقش دوم زن در موزیکال
- بهترین کارگردانی نمایش
- بهترین کارگردانی موزیکال
- بهترین طراحی رقص
- بهترین تنظیم ارکستر
- بهترین طراحی صحنه برای نمایش
- بهترین طراحی صحنه برای موزیکال
- بهترین طراحی لباس برای نمایش
- بهترین طراحی لباس برای موزیکال
- بهترین نورپردازی برای نمایش
- بهترین نورپردازی برای موزیکال
- بهترین صدا برای نمایش
- بهترین صدا برای موزیکال

## جوایز ویژه
- جایزه تئاتر منطقه‌ای تونی
- جایزه ویژه تونی، به انضمام دستاورد یک عمر
- نشان تجلیل تونی برای درخشش در تئاتر
- جایزه ایزابل استیونسون